# Pakistanische Fußballnationalmannschaft
Die pakistanische Fußballnationalmannschaft (Urdu پاکستان قومی فٹ بال ٹیم) ist die Fußballauswahl des Staates Pakistan.
Die Pakistan Football Federation ist Mitglied des AFC. Fußball ist in Pakistan eher eine Randsportart und die Mannschaft zählt zu den schwächsten Asiens. Pakistan ist es bisher noch nicht gelungen, sich für eine Fußball-Weltmeisterschaft oder die Fußball-Asienmeisterschaft zu qualifizieren.
Der höchste Sieg Pakistans war lange Zeit ein 7:0 über Thailand im Jahr 1960; dieses Ergebnis wurde allerdings durch ein 9:2 gegen Guam eingestellt. Die höchsten Niederlagen gab es 1969 (1:9 gegen Iran) und 1993 (0:8 gegen Irak).
Im Februar 2025 suspendierte die FIFA Pakistan, da das Land bis dahin keine überarbeitete Satzung angenommen hatte, die faire und demokratische Wahlen im Verband garantieren würden. Die Suspendierung werde erst aufgehoben, wenn „der PFF-Kongress die von der Fifa und der AFC vorgelegte Version der PFF-Statuten genehmigt“. Nachdem die PFF dieser Vorgabe nachgekommen war, hob die FIFA die Suspendierung Anfang März 2025 auf.

## Teilnahmen Pakistans an den Weltmeisterschaften
- 1930 bis 1986 – nicht teilgenommen
- 1990 – Bei der ersten Teilnahme an einer WM-Qualifikation für das Turnier in Italien 1990 spielte Pakistan in einer Gruppe mit den Vereinigten Arabischen Emiraten und Kuwait und wurde ohne einen Punktgewinn Gruppenletzter. Das einzige Tor (bei zwölf Gegentoren) gelang bei der 1:4-Heimniederlage gegen den späteren Endrunden-Teilnehmer aus den Vereinigten Arabischen Emiraten. Den ersten Treffer in einer WM-Qualifikation in der Geschichte der pakistanischen Auswahl erzielte Ali Sharafat.
- 1994 – Auch in der Qualifikation für das Turnier 1994 in den USA war Pakistan chancenlos. In einer Fünfer-Gruppe mit dem Irak, China sowie dem Jemen und Jordanien wurde man ohne Punktgewinn und mit 2:36 Toren erneut Gruppenletzter.
- 1998 – In der Qualifikation für Frankreich 1998 scheiterte Pakistan ebenfalls ohne einen Punkt erzielen zu können. Dabei verlor man u. a. auf heimischem Boden in Lahore mit 0:7 gegen Kasachstan.
- 2002 – Den ersten Punkt in einer WM-Qualifikation gewann man am 17. Mai 2001 im Rahmen der Qualifikation für das Turnier 2002 mit einem 3:3-Unentschieden gegen Sri Lanka. Dreifacher Torschütze für Pakistan in diesem Spiel, das in der libanesischen Hauptstadt Beirut stattfand, war Gohar Zaman[3]. Die zwei anderen Gruppengegner Libanon und Thailand waren jedoch zu stark und Pakistan wurde nach hohen Niederlagen (1:8 und 0:6 gegen den Libanon sowie 0:6 und 0:3 gegen Thailand) erneut Gruppenletzter.
- 2006 – Bei der Qualifikation zur WM 2006 schied Pakistan gegen Kirgisistan mit 0:2 und 0:4 bereits in den Play-off-Spielen der ersten Runde aus.
- 2010 – Auch bei der Qualifikation für Weltmeisterschaft 2010 scheiterte die pakistanische Auswahl bereits in der ersten Runde aus. Nach einer 0:7-Heimniederlage gegen den Irak konnte man im Rückspiel, das im syrischen Damaskus ausgetragen wurde, jedoch ein beachtliches 0:0 erzielen.
- 2014 – Bei der Qualifikation für die WM 2014 in Brasilien schied Pakistan nach einer 0:3-Auswärtsniederlage und einem 0:0 auf heimischen Boden gegen Bangladesch in der ersten Runde aus.
- 2018 – Für die WM 2018 in Russland konnte sich Pakistan nicht qualifizieren. Pakistan verlor die Auftaktspiele der ersten Runde der Qualifikation zur WM 2018 gegen den Jemen mit 1:3 und 0:0.
- 2022 – Für die WM 2022 in Katar konnte sich Pakistan nicht qualifizieren. Pakistan verlor die Auftaktspiele der ersten  Runde der Qualifikation zur WM 2022 gegen Kambodscha mit 2:0 und 2:1.
- 2026 – Bei der Qualifikation für die WM 2026 überstand Pakistan durch ein 0:0 und 1:0 gegen Kambodscha die erste Runde, in der 2. Runde wurden 2024 jedoch alle sechs Gruppenspiele gegen Jordanien, Saudi-Arabien und Tadschikistan verloren, wobei nur ein einziges Tor erzielt wurde.

## Teilnahmen Pakistans an den Asienmeisterschaften
- 1956 – zurückgezogen
- 1960 – nicht qualifiziert
- 1964 – zurückgezogen
- 1968 – nicht qualifiziert
- 1972 bis 1980 – zurückgezogen
- 1984 bis 2024 – nicht qualifiziert

## Teilnahme Pakistans an den Südasienmeisterschaften
- 1993 – Vierter
- 1995 – Vorrunde
- 1997 – Dritter
- 1999 – Vorrunde
- 2003 – Vierter
- 2005 – Halbfinale
- 2008 – Vorrunde
- 2009 – Vorrunde
- 2011 – Vorrunde
- 2013 – Vorrunde
- 2015 – zurückgezogen
- 2018 – Halbfinale
- 2021 – nicht teilgenommen
- 2023 – Vorrunde

## Teilnahme Pakistans am AFC Challenge Cup
- 2006 – Vorrunde
- 2008 – nicht qualifiziert
- 2010 – nicht qualifiziert
- 2012 – nicht qualifiziert
- 2014 – nicht qualifiziert

## Teilnahme Pakistans am AFC Solidarity Cup
- 2016 – zurückgezogen
- 2020 – qualifiziert

## Bekannte Spieler
- Gohar Zaman ist der einzige pakistanische Spieler, der einen Hattrick in einem WM-Qualifikationsspiel erzielte. Beim 3:3 gegen Sri Lanka im Mai 2001 brauchte er dafür nur zehn Minuten.
- Der im englischen Burnley geborene Mittelfeldspieler Adnan Ahmed war im englischen Profifußball u. a. bei Huddersfield Town und die Tranmere Rovers tätig.
- Zesh Rehman ist ein weiterer in England geborener Spieler der pakistanischen Auswahl. Der Abwehrspieler spielte für den FC Fulham in der Premier League.
- Atif Bashir, der in Berlin geboren wurde, spielte u. a. für Barry Town in der walisischen Liga.
- Rekordtorschütze Pakistans ist Stürmer Muhammed Essa.

## Trainer
- George Ainsley (1959–1962)
- Bert Trautmann (1981–1983)
- Burkhard Ziese (1987–1990)
- Dave Burns (2000–2001)
- John Layton (2001–2002)
- Joseph Herel (2002–2003)
- Wang Xiaohe (2003–2004)
- Tariq Lutfi (2004–2005)
- Salman Sharida (2005–2007)
- Akhtar Mohiuddin (2007–2008)
- Shahzad Anwar (2008) interim
- György Kottán (2009–2010)
- Graham Roberts (2010–2011)
- Tariq Lutfi (2011) interim
- Zaviša Milosavljević (2011–2013)
- Shahzad Anwar (2013) interim
- Mohammad Al-Shamlan (2013–2015)
- Shahzad Anwar (2015–2017)
- José Antonio Nogueira (2018–2019)
- Shahzad Anwar (2022–2023)
- Stephen Constantine (2023–2025)
- Nolberto Solano (seit 2025)